# New Providence District
New Providence District är ett distrikt i Bahamas. Det ligger i den centrala delen av landet, 7 km öster om huvudstaden Nassau. Antalet invånare är 228 334. New Providence District ligger på ön New Providence Island.
Följande samhällen finns i New Providence District:
- Nassau